# Маккорд, Майрон Хоули
Ма́йрон Хо́ули Макко́рд (англ. Myron Hawley McCord; 26 ноября 1840, тауншип Церес, Пенсильвания — 27 апреля 1908, Финикс) — американский политик, 13-й губернатор Территории Аризона.

## Биография
Майрон Хоули Маккорд родился в тауншипе Церес, штат Пенсильвания, в семье Анны Элизы Аккерман и Майрона Хоули Маккорда-старшего. Он окончил Академию Ричбург в городе Боливар, штат Нью-Йорк, куда в середине 1840-х годов переехала его семья. В 1854 году он переехал в Ошкош, штат Висконсин, а затем в Шавано, где жил до 1875 года, работая лесорубом и одновременно посещая школу. Когда Маккорду исполнился 21 год, он был допущен к юридической практике.
После начала гражданской войны Маккорд прошёл военную подготовку, однако из-за своего юного возраста не был допущен к боевым действиям. В 1873—1874 годах он был сенатором, в 1876 году — делегатом национального съезда Республиканской партии США, а в 1881 году — членом законодательного собрания штата Висконсин. В декабре 1861 года Маккорд женился на Анне Марии Мёрфи, но в 1876 году их брак распался. Второй раз Маккорд женился 27 августа 1877 года на Саре Этте Спейс.
С 4 марта 1889 по 3 марта 1891 года Маккорд был членом Палаты представителей США от Висконсина. В 1890 и 1892 годах он повторно баллотировался в Палату представителей, однако не был избран. Маккорд вернулся в Меррилл, Висконсин, где занялся сельским хозяйством и лесозаготовкой.
В 1897 году президент Уильям Мак-Кинли, который был близким другом Маккорда, назначил его губернатором Территории Аризона, однако через год он вышел в отставку, чтобы сформировать полк для Испано-американской войны. С 1 мая 1902 года по 1 июля 1905 года Маккорд служил маршалом США по Аризоне, а затем был назначен таможенным контролёром в порту Ногалеса, Аризона.
Маккорд умер 27 апреля 1908 года в Финиксе, Аризона, и был похоронен в Меррилле, Висконсин.